# Río Sitna
El río Sitna es un curso de agua de la cuenca hidrográfica del Danubio, afluente por la derecha del Jijia. Discurre por el norte de Rumanía, por el distrito de Botoșani.

## Toponimia
El nombre del río puede encontrarse escrito con las variantes Sicna, Setna, Signa y Sitna.

## Descripción
El río, que deja a ambos lados de su curso lugares como Costinești, Cucorăni, Bălușeni, Drăsleuca, Curtești, Dracșani y Zlătunoaia, termina desembocando cerca de la localidad de Hlipiceni en el Jijia, en la margen derecha de este. Tiene varios embalsamientos, entre ellos los ubicados en Stăuceni y en Dracșani.